# Hermann Meyer (Bürgermeister)

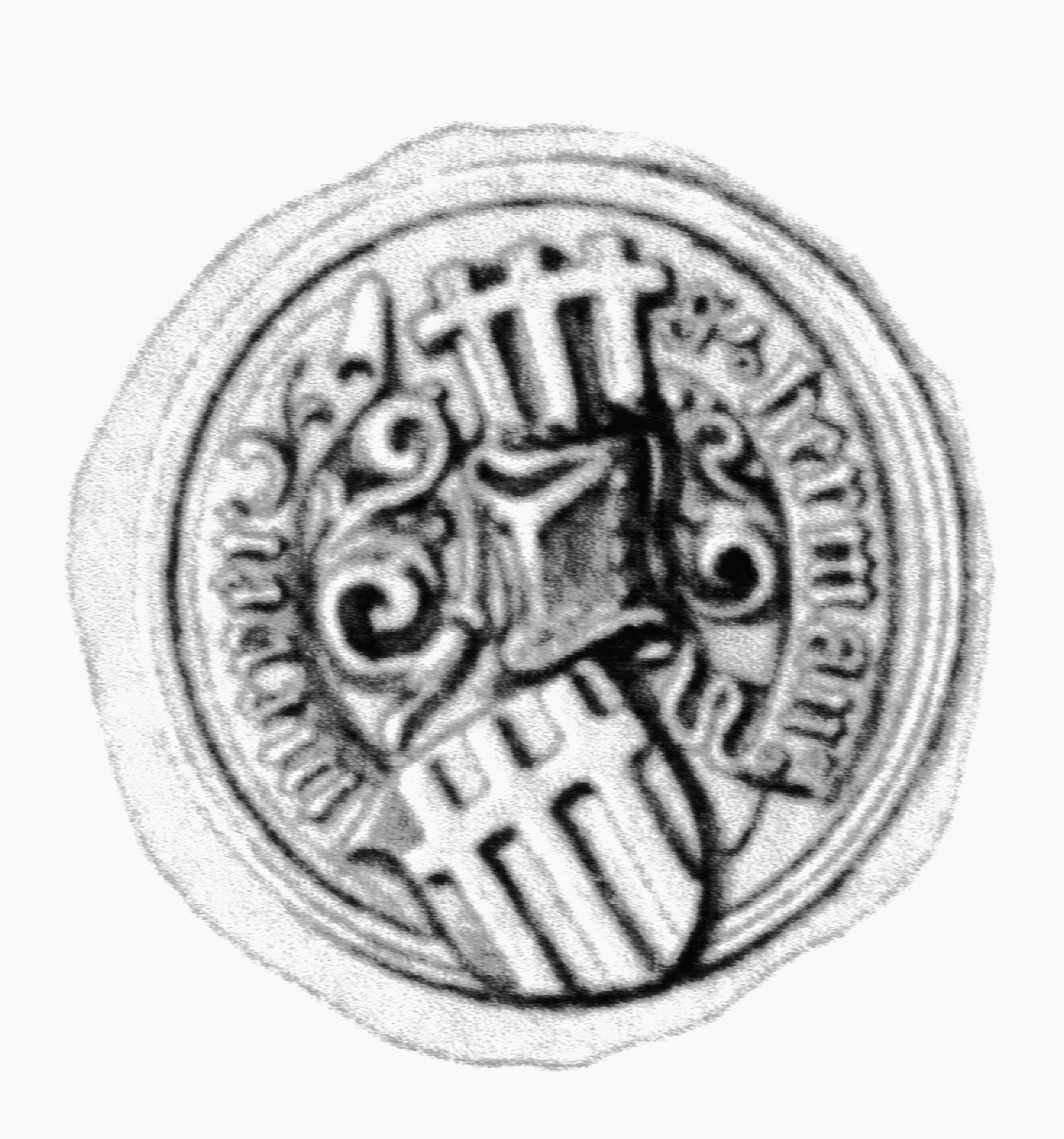
Siegel des Hermann Meyer um 1510

Hermann Meyer (* in Lübeck; † 19. August 1528 ebenda) war ein Bürgermeister der Hansestadt Lübeck.

## Leben
Meyer war der Sohn eines Lübecker Bürgers gleichen Namens. Er wurde 1500 in den Rat der Stadt erwählt. 1503 war er Kämmereiherr. 1506 gehörte er der Lübecker Gesandtschaft an, die in Kiel und später Segeberg mit König Johann I. von Dänemark wegen der Lübecker Fehde verhandelte. Auch beim Abschluss des Münzvertrages in Hamburg vertrat er die Stadt. 1508 vertrat Meyer Lübeck auf dem Hansetag. Meyer wurde 1510 zum Bürgermeister der Stadt bestimmt. 1512 war im April zu Verhandlungen über einen Friedensvertrag mit Dänemark in Kopenhagen. 1513 schloss er für die Wendischen Städte mit Johann I. einen Vertrag über deren Vitten während der Schonische Messe in Falsterbo, die für das Heringsgeschäft der Schonenfahrer von Bedeutung waren. Meyer führte den Vorsitz auf den Städtetagen des Wendischen Viertels 1511 und 1516 in Lübeck. 1516 reiste er als Gesandter nach Antwerpen, um dort über die Verlegung des Hansekontors in Brügge nach Antwerpen zu verhandeln. Im Spätsommer 1516 verhandelte er mit König Christian II. von Dänemark auf Schloss Sonderburg und 1517 war er zu Schlichtungsverhandlungen zwischen der Stadt Lüneburg und Herzog Heinrich II. von Braunschweig-Lüneburg in Lüneburg. 1518 war er erneut zu Verhandlungen bezüglich des Hansekontors in Antwerpen.
Hermann Meyer war mit Anna, einer Tochter des Lübecker Bürgermeisters Bertold Witig verheiratet und bewohnte in Lübeck das Haus Sandstraße 15. Der Zirkelgesellschaft gehörte er seit 1501 an.
Die Grabplatte im Chor der St. Petrikirche ist nicht mehr vorhanden.